# National Register of Historic Places in Washington (Bundesstaat)
Das National Register of Historic Places in Washington ist Teil des nationalen Denkmalschutzprogramms der Vereinigten Staaten mit über 90.000 eingetragenen Gebäuden, Bauwerken, Objekten, Stätten und historischen Distrikten. Im Bundesstaat Washington sind rund 1500  Einträge im National Register vorhanden.

Karte der Countys von Washington und Verteilung der NRHP-Einträge

## Liste der Einträge nach County
Die folgende Tabelle zeigt die ungefähre Zahl der derzeitigen Einträge für jedes County.
|        | \| \| County \| Liste der Einträge in das NRHP im County \| Anzahl \| \| ------ \| ------------ \| ---------------------------------------- \| ------------- \| \| 1 \| Adams \| NRHP-Einträge im Adams County \| 12 \| \| 2 \| Asotin \| NRHP-Einträge im Asotin County \| 8 \| \| 3 \| Benton \| NRHP-Einträge im Benton County \| 15 \| \| 4 \| Chelan \| NRHP-Einträge im Chelan County \| 48 \| \| 5 \| Clallam \| NRHP-Einträge im Clallam County \| 49 \| \| 6 \| Clark \| NRHP-Einträge im Clark County \| 45 \| \| 7 \| Columbia \| NRHP-Einträge im Columbia County \| 20 \| \| 8 \| Cowlitz \| NRHP-Einträge im Cowlitz County \| 32 \| \| 9 \| Douglas \| NRHP-Einträge im Douglas County \| 25 \| \| 10 \| Ferry \| NRHP-Einträge im Ferry County \| 13 \| \| 11 \| Franklin \| NRHP-Einträge im Franklin County \| 16 \| \| 12 \| Garfield \| NRHP-Einträge im Garfield County \| 3 \| \| 13 \| Grant \| NRHP-Einträge im Grant County \| 10 \| \| 14 \| Grays Harbor \| NRHP-Einträge im Grays Harbor County \| 22 \| \| 15 \| Island \| NRHP-Einträge im Island County \| 16 \| \| 16 \| Jefferson \| NRHP-Einträge im Jefferson County \| 80 \| \| 17.1 \| Seattle \| NRHP-Einträge im King County: Seattle \| 191 \| \| 17.2 \| King \| NRHP-Einträge im King County: sonstige \| 87 \| \| 17 \| King \| NRHP-Einträge im King County \| 278 \| \| 18 \| Kitsap \| NRHP-Einträge im Kitsap County \| 21 \| \| 19 \| Kittitas \| NRHP-Einträge im Kittitas County \| 25 \| \| 20 \| Klickitat \| NRHP-Einträge im Klickitat County \| 11 \| \| 21 \| Lewis \| NRHP-Einträge im Lewis County \| 34 \| \| 22 \| Lincoln \| NRHP-Einträge im Lincoln County \| 11 \| \| 23 \| Mason \| NRHP-Einträge im Mason County \| 18 \| \| 24 \| Okanogan \| NRHP-Einträge im Okanogan County \| 17 \| \| 25 \| Pacific \| NRHP-Einträge im Pacific County \| 19 \| \| 26 \| Pend Oreille \| NRHP-Einträge im Pend Oreille County \| 9 \| \| 27 \| Pierce \| NRHP-Einträge im Pierce County \| 192 \| \| 28 \| San Juan \| NRHP-Einträge im San Juan County \| 19 \| \| 29 \| Skagit \| NRHP-Einträge im Skagit County \| 28 \| \| 30 \| Skamania \| NRHP-Einträge im Skamania County \| 6 \| \| 31 \| Snohomish \| NRHP-Einträge im Snohomish County \| 47 \| \| 32 \| Spokane \| NRHP-Einträge im Spokane County \| 145 \| \| 33 \| Stevens \| NRHP-Einträge im Stevens County \| 25 \| \| 34 \| Thurston \| NRHP-Einträge im Thurston County \| 66 \| \| 35 \| Wahkiakum \| NRHP-Einträge im Wahkiakum County \| 6 \| \| 36 \| Walla Walla \| NRHP-Einträge im Walla Walla County \| 32 \| \| 37 \| Whatcom \| NRHP-Einträge im Whatcom County \| 73 \| \| 38 \| Whitman \| NRHP-Einträge im Whitman County \| 36 \| \| 39 \| Yakima \| NRHP-Einträge im Yakima County \| 71 \| \| Summe: \| Summe: \| Summe: \| 1.592[Anm. 2] \| |                                          |        |
|        | County | Liste der Einträge in das NRHP im County | Anzahl |
| 1      | Adams | NRHP-Einträge im Adams County            | 12     |
| 2      | Asotin | NRHP-Einträge im Asotin County           | 8      |
| 3      | Benton | NRHP-Einträge im Benton County           | 15     |
| 4      | Chelan | NRHP-Einträge im Chelan County           | 48     |
| 5      | Clallam | NRHP-Einträge im Clallam County          | 49     |
| 6      | Clark | NRHP-Einträge im Clark County            | 45     |
| 7      | Columbia | NRHP-Einträge im Columbia County         | 20     |
| 8      | Cowlitz | NRHP-Einträge im Cowlitz County          | 32     |
| 9      | Douglas | NRHP-Einträge im Douglas County          | 25     |
| 10     | Ferry | NRHP-Einträge im Ferry County            | 13     |
| 11     | Franklin | NRHP-Einträge im Franklin County         | 16     |
| 12     | Garfield | NRHP-Einträge im Garfield County         | 3      |
| 13     | Grant | NRHP-Einträge im Grant County            | 10     |
| 14     | Grays Harbor | NRHP-Einträge im Grays Harbor County     | 22     |
| 15     | Island | NRHP-Einträge im Island County           | 16     |
| 16     | Jefferson | NRHP-Einträge im Jefferson County        | 80     |
| 17.1   | Seattle | NRHP-Einträge im King County: Seattle    | 191    |
| 17.2   | King | NRHP-Einträge im King County: sonstige   | 87     |
| 17     | King | NRHP-Einträge im King County             | 278    |
| 18     | Kitsap | NRHP-Einträge im Kitsap County           | 21     |
| 19     | Kittitas | NRHP-Einträge im Kittitas County         | 25     |
| 20     | Klickitat | NRHP-Einträge im Klickitat County        | 11     |
| 21     | Lewis | NRHP-Einträge im Lewis County            | 34     |
| 22     | Lincoln | NRHP-Einträge im Lincoln County          | 11     |
| 23     | Mason | NRHP-Einträge im Mason County            | 18     |
| 24     | Okanogan | NRHP-Einträge im Okanogan County         | 17     |
| 25     | Pacific | NRHP-Einträge im Pacific County          | 19     |
| 26     | Pend Oreille | NRHP-Einträge im Pend Oreille County     | 9      |
| 27     | Pierce | NRHP-Einträge im Pierce County           | 192    |
| 28     | San Juan | NRHP-Einträge im San Juan County         | 19     |
| 29     | Skagit | NRHP-Einträge im Skagit County           | 28     |
| 30     | Skamania | NRHP-Einträge im Skamania County         | 6      |
| 31     | Snohomish | NRHP-Einträge im Snohomish County        | 47     |
| 32     | Spokane | NRHP-Einträge im Spokane County          | 145    |
| 33     | Stevens | NRHP-Einträge im Stevens County          | 25     |
| 34     | Thurston | NRHP-Einträge im Thurston County         | 66     |
| 35     | Wahkiakum | NRHP-Einträge im Wahkiakum County        | 6      |
| 36     | Walla Walla | NRHP-Einträge im Walla Walla County      | 32     |
| 37     | Whatcom | NRHP-Einträge im Whatcom County          | 73     |
| 38     | Whitman | NRHP-Einträge im Whitman County          | 36     |
| 39     | Yakima | NRHP-Einträge im Yakima County           | 71     |
| Summe: | Summe: | Summe:                                   | 1.592  |